# Crespin (Tarn)
Crespin (en francès Crespin) és un municipi francès situat al departament del Tarn i a la regió d'Occitània.

## Demografia
| 1962                                       | 1968 | 1975 | 1982 | 1990 | 1999 | 2006 |
| ------------------------------------------ | ---- | ---- | ---- | ---- | ---- | ---- |
| 206                                        | 223  | 183  | 186  | 140  | 121  | 122  |
| Des de 1962: població sense dobles comptes |      |      |      |      |      |      |

## Administració
| Període   | Identitat  | Partit |
| --------- | ---------- | ------ |
| 2001-2008 | Serge Cuq  |        |
| 2008-     | Elie Pagès |        |